# Львівський брасквінтет
Львівський брасквінтет (англ. Leo Brass Quintet) — львівський квінтет мідних духових інструментів.
Створений у лютому 2005 року. Ансамбль був учасником фестивалів, виставок, презентацій, різноманітних мистецьких акцій у Львові та інших містах України.
Лауреат (Ґран-прі) II Всеукраїнського відкритого конкурсу молодих виконавців (ансамблів) на духових та ударних інструментах імені В. Старченка в Рівному.
В репертуарі квінтету — музика від доби ренесансу до сучасних джазових композицій (близько 200 найменувань).

## Учасники
У складі ансамблю беруть участь провідні виконавці на мідних духових інструментах, солісти симфонічних оркестрів опери та філармонії:
- Наконечний Андрій (труба)
- Жибак Іван (труба)
- Радзілевич Сергій (валторна)
- Макара Андрій (тромбон)
- Груша Петро (туба)